# روزاليند ايريس
روزاليند ايريس (بالإنجليزية: Rosalind Ayres)‏ هي ممثلة بريطانية، ولدت في 7 ديسمبر 1946 في المملكة المتحدة.

## أعمال

### أفلام
- (1997) تيتانيك[2][3][4]
- (1999) ناس جميلة[5]

### مسلسلات
- الساحرة المراهقة سابرينا

## وصلات خارجية
- روزاليند ايريس على موقع IMDb (الإنجليزية)
- روزاليند ايريس على موقع ألو سيني (الفرنسية)
- روزاليند ايريس على موقع ميوزك برينز (الإنجليزية)
- روزاليند ايريس على موقع أول موفي (الإنجليزية)
- روزاليند ايريس على موقع قاعدة بيانات الأفلام السويدية (السويدية)
- روزاليند ايريس على موقع قاعدة بيانات الفيلم (الإنجليزية)
- روزاليند ايريس على موقع كينوبويسك (الروسية)